# Karamuru vorax
Il karamuru (Karamuru vorax) è un grande rettile arcosauro estinto, vissuto nel Triassico medio (circa 225 milioni di anni fa); i suoi resti sono stati ritrovati in Brasile, nella formazione di Santa Maria.

## Descrizione
I resti di questo animale sono incompleti, ma permettono di stabilire che il karamuru era un grande predatore, lungo forse sette metri e pesante forse 700 chilogrammi. Il cranio, conservatosi quasi completamente, era robusto e fornito di lunghi denti acuminati. L'andatura era quadrupede ma il portamento doveva essere alto: le zampe, infatti, erano disposte quasi perpendicolari al corpo, per garantire una maggiore efficienza durante lo spostamento.

## Fossili
I fossili di karamuru sono stati ritrovati nel geoparco noto come Paleorrota, un percorso paleontologico di notevole interesse. I resti di Karamuru, inizialmente, vennero attribuiti al genere Prestosuchus, ma ulteriori studi permisero di comprendere che si trattava di un genere diverso. Il karamuru, in ogni caso, è attribuito alla famiglia dei prestosuchidi (Prestosuchidae).